# Решетникова, Оксана Геннадьевна
Оксана Геннадьевна Решетникова (17 сентября 1972, СССР) — российская футболистка, выступавшая на позиции защитника.
Сезоны 1992—1993 годов провела в самарском клубе «ЦСК ВВС», где становилась Чемпионкой России.
В 1994 году перешла по аренде в «Аврора» (Санкт-Петербург), но проведя полностью первые 5 матчей покинула клуб.
Сезон 1995 года провела в клубе «Сила» (Санкт-Петербург) сыграв 6 матчей и забив 1 гол в ворота зеленодольского «Сююмбике-Зилант».

## Достижения
Чемпионат России по футболу среди женщин
- Чемпион России (1): 1993
- Вице-чемпион России (1): 1992